# François Pavie
François Pavie, né le 2 février 1843 à Savines (Hautes-Alpes) et mort le 17 février 1916 à Nice (Alpes-Maritimes), est un homme politique français.

## Biographie
Après un séjour aux USA, il revient dans les Hautes-Alpes en 1869, et est élu cette année-là conseiller municipal de Savines. Maire en 1871, il est révoqué en 1874 pour ses opinions républicaines. Il est réélu peu après et devient également conseiller général. Il est député des Hautes-Alpes de 1898 à 1906, inscrit au groupe de la Gauche radicale.

## Sources
- « François Pavie », dans le Dictionnaire des parlementaires français (1889-1940), sous la direction de Jean Jolly, PUF, 1960 [détail de l’édition]